# 永貞 (大理)
永貞（えいてい）は、中国後大理国の段正興の時代に使用された元号。1148年。

## 西暦との対照表
| 永貞 | 元年   |
| 西暦 | 1148年 |
| 干支 | 戊辰   |